# José Enrique
José Enrique Sánchez Díaz (* 23. ledna 1986, Valencie), známý jako José Enrique, je bývalý španělský profesionální fotbalista, který hrál jako levý obránce.

## Klubová kariéra
Začal hrát v UD Levante. Tento klub byl také první, za který hrál profesionálně. V letech 2004–2005 to bylo Levante B, v l. 2005–2006 hrál za Valencii. Poté byl na hostování v Celtě Vigo, v letech 2006–2007 hrál za Villarreal, v letech 2007–2011 za Newcastle United (119 zápasů, gól). Poté hrál za Liverpool a kariéru skončil v Realu Zaragoza kvůli zranění.
Celkově odehrál 278 zápasů a dal 5 gólů.

## Reprezentační kariéra
Hrál za výběr Španělska do 16, 20 a 21 let.